# Joey (film, 1985)
Pour les articles homonymes, voir Joey.
Pour plus de détails, voir Fiche technique et Distribution.
Joey (aussi appelé Making Contact) est un film américano-ouest-allemand réalisé par Roland Emmerich, sorti en 1985.

## Synopsis
À 9 ans, Joey vient de perdre son père. Mais une nuit, il réalise qu'il est en mesure d'entrer en contact avec lui par l'intermédiaire d'un de ses jouets, un petit téléphone rouge. Peu après, il se découvre des pouvoirs télékinétiques latents, et peut déplacer les objets à distance. Mais très vite, le rêve se transforme en cauchemar lorsque Joey découvre une étrange marionnette dans une demeure abandonnée voisine. Cette poupée de ventriloque est en effet habitée par un puissant démon, qui compte bien se servir des pouvoirs naissants de l'enfant pour son propre compte. Joey va-t-il accepter de faire usage de son pouvoir ? Et surtout, son défunt père peut-il l'aider ?

## Fiche technique
Sauf indication contraire, les informations mentionnées dans cette section peuvent être confirmées par la base de données cinématographiques IMDb,  présente dans la section « Liens externes ».
- Titre original et français : Joey[1]
- Titre pour l'exploitation américaine : Making Contact
- Réalisation : Roland Emmerich
- Scénario : Roland Emmerich, Hans J. Haller et Thomas Lechner
- Musique : Paul Gilreath (fi) et David Von Richthofen
- Photographie : Egon Werdin
- Montage : Carl Colpaert, Alan Toomayan et Tomy Wingand
- Production : Klaus Dittrich, James Melkonian (en), Alena Rimbach et Willi Segler
- Sociétés de production : Centropolis Film Productions, Pro-ject Filmproduktion, Bioskop Film, ZDF, Balcor Film Investors et New World Pictures
- Distribution : Filmverlag der Autoren (Allemagne de l'Ouest), New World Pictures (États-Unis)
- Pays d'origine :  Allemagne de l'Ouest,  États-Unis
- Genre : science-fiction, horreur, fantastique
- Durée : 98 minutes, 79 minutes (version américaine)
- Dates de sortie : 
  - Allemagne de l'Ouest : 21 novembre 1985
  - États-Unis : 27 décembre 1985

## Distribution
- Joshua Morrell : Joey Collins
- Eva Kryll (de) : Laura Collins
- Tammy Shields : Sally
- Jan Zierold : Martin
- Barbara Anne Klein : Docteur Haiden
- Jerry Hall : William
- Sean Johnson : Bobby
- Matthias Kraus : Bernie
- Ray Kaselonis : Steven
- Christine Goebbels : Alice
- Axel Berg : Ralph
- Jack Angel : Fletcher, la marionnette

## Commentaire
- Si vous ne connaissez pas le sujet, laissez ce bandeau (vous pouvez alors contacter les auteurs).
- Si vous supprimez le contenu mis en cause (vous pouvez préalablement contacter les auteurs),

argumentez précisément cette suppression dans la page de discussion
(un manque de référence n'est pas un argument ; une recherche réelle de référence doit avoir été effectuée, être formellement documentée).
Ce film constitue une œuvre étrange, qui manque parfois d'une certaine cohérence ; le scénario de base ne révèle que peu de choses quant aux véritables motivations des personnages et beaucoup d'éléments narratifs restent inexpliqués. On peut voir ici qu'Emmerich s'est plus intéressé au contenu visuel de son film qu'à la trame narrative. D'une certaine manière, Joey peut être davantage perçu comme un hommage aux films à grand spectacle d'Hollywood, tels E.T. l'extra-terrestre, Poltergeist ou encore Star Wars, que comme une histoire à part entière.